# Port Richey
Port Richey – miasto w Stanach Zjednoczonych, w stanie Floryda, w hrabstwie Pasco.